# گوزالان
گوزالان یا گاوزالان یکی از روستاهای استان آذربایجان شرقی است که در دهستان ییلاق بخش مرکزی شهرستان کلیبر واقع شده است.